# Stijldans

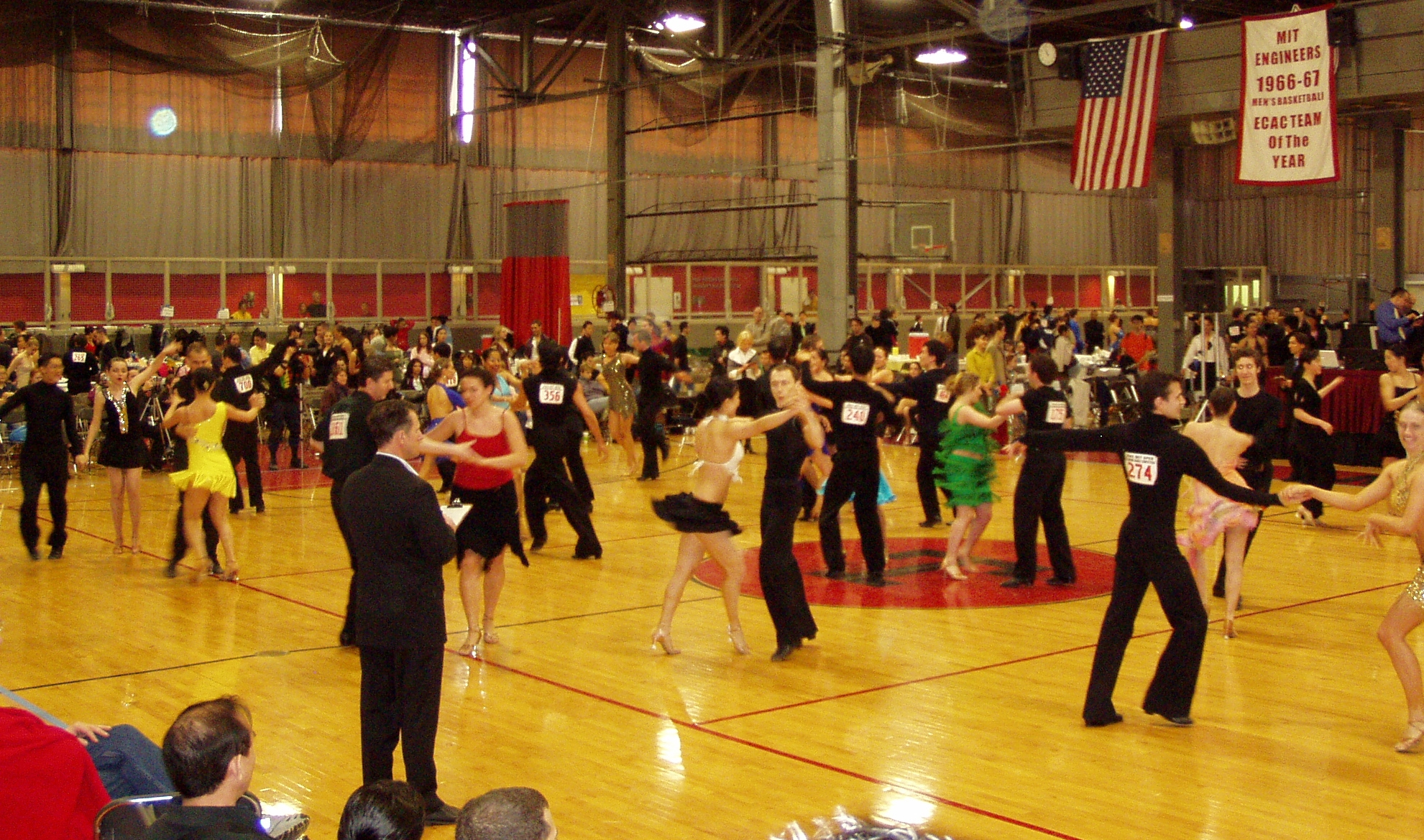
Een danswedstrijd.

Stijldansen is een sport of ontspanning waarin volgens tamelijk strakke regels in paren bij een stijl behorende figuren gedanst wordt, op de specifiek daarbij behorende muziek. 
De dansstijlen worden binnen het stijldansen verdeeld in de ballroom- (ook wel standaard) en Latijns-Amerikaanse dansen:
- De Engelse wals, tango, quickstep, slowfox en Weense wals worden onder de ballroomdansen gerekend.
- De chachacha, rumba, samba, paso doble en jive vallen onder de Latijns-Amerikaanse dansen (ofschoon de tango ook van Latijns-Amerikaanse afkomst is, wordt hij er dus niet toe gerekend).

Stijldansen wordt ook internationaal als danssport in wedstrijdverband gedanst in drie categorieën: Ballroom (Standard), Latijns-Amerikaanse dans (Latin) en Ten Dance. Het kampioenschap Ten Dance bestaat uit de vijf standaarddansen en de vijf Latijns-Amerikaanse dansen samengevoegd. 
In de Verenigde Staten zijn de regels enigszins anders en men spreekt dan van American Style in tegenstelling tot de International Style. 

## Formatie
Er bestaat ook nog een andere variatie op het stijldansen dit is formatiedansen. Hierbij vormt een team van maximaal acht paren al dansend figuren op de dansvloer. Er zijn twee categorieën, namelijk Standaard en Latin. Formatiedansen is een jurysport die ook geliefd is bij de niet dans-kenners door mede het showelement, zoals lifts dat wordt toegevoegd aan het dansen.

## Solodans
Als gevolg van de coronapandemie kan je tegenwoordig ook stijldansen in je eentje. Deze solodans wordt steeds populairder. Steeds meer dansers slaan deze weg in omdat het vinden van een juiste danspartner vaak moeilijk is. Door solo te dansen kunnen ook dansers zonder partner verder trainer en deelnemen aan wedstrijden.